# VW Lavida
Der Volkswagen Lavida ist ein Pkw-Modell der unteren Mittelklasse, der von Shanghai Volkswagen, einem Joint Venture aus Shanghai, für den chinesischen Markt produziert wird.

## 1. Generation

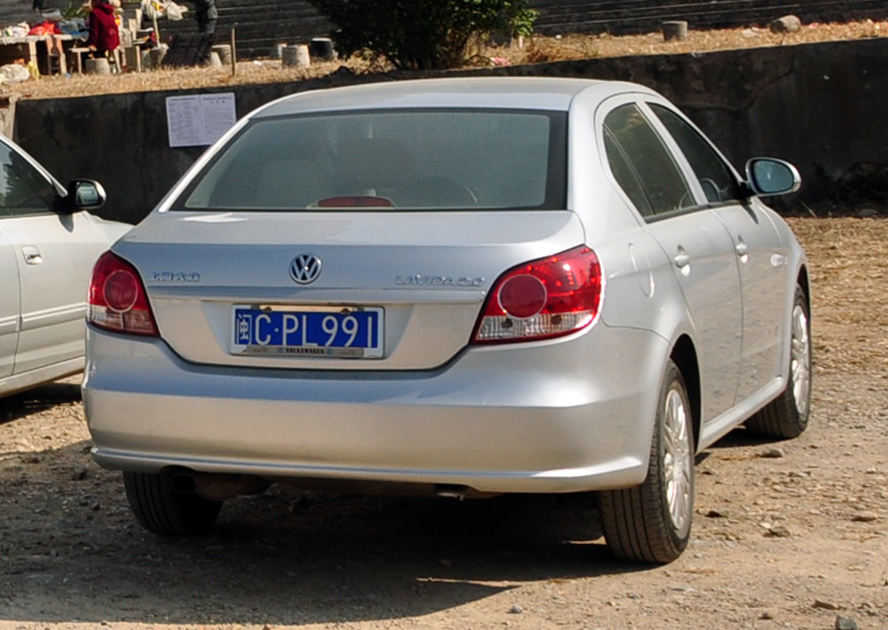
Heckansicht

Der Lavida der ersten Generation basiert auf der PQ34-Plattform, auf der auch der VW Golf IV, der Škoda Octavia I und auch Seat und Audi-Modelle aufgebaut werden. Das Modell wurde vollständig in China entwickelt und ist dem dortigen Markt vorbehalten. Mehrere bekannte deutsche Ingenieurdienstleister haben bei der Entwicklung Unterstützung geleistet. Der Sicherheitsstandard der Karosserie ist somit relativ hoch und mit dem neuer europäischer Fahrzeuge vergleichbar. Der Lavida teilt sich Aufbau und Antrieb mit dem New Bora, welcher von der FAW-Volkswagen gebaut und vertrieben wird. Optisch ist die enge Verwandtschaft jedoch nur bei genauem Hinsehen zu erkennen. Es wurde speziell auf die Bedürfnisse chinesischer Kunden eingegangen, unter anderem durch die großzügige Verwendung von Chromteilen. Die Limousine wurde auf der Auto China 2008 in Peking erstmals vorgestellt. Im Jahr 2010 wurden 251.615 Exemplare in China neu zugelassen.
Der Lavida wurde in drei Motorvarianten angeboten. Die kleinste war ein 1,4-l-TSI-Motor. Die Mitte stellte Volkswagen mit einem 1,6-l-Motor. Bei den Topmodellen findet hingegen ein 2,0-l-Ottomotor seine Verwendung. Der 1,6-l-Motor wurde unter anderem auch im VW Polo verbaut, der 2,0-l-Motor stammt aus dem Passat Typ 3B.
| Modell  | Zylinder | Ventile | Hubraum  | Leistung                       | Max. Drehmoment                | Motorkennung |
| ------- | -------- | ------- | -------- | ------------------------------ | ------------------------------ | ------------ |
| 1.4 TSI | 4        | 16      | 1390 cm³ | 103 kW (140 PS) bei 5600 min−1 | 220 Nm bei 1500 bis 4000 min−1 |              |
| 1.6     | 4        | 8       | 1598 cm³ | 77 kW (105 PS) bei 5600 min−1  | 153 Nm bei 3800 min−1          | BTS          |
| 2.0     | 4        | 8       | 1984 cm³ | 88 kW (120 PS) bei 5600 min−1  | 175 Nm bei 2600 min−1          | AUZ/ASU/AVA  |

### SVW7007BEV
Auf der Auto China 2010 in Peking wurde der Volkswagen Lavida blue-e-motion erstmals vorgestellt. Dabei handelt es sich um einen Prototyp mit rein elektrischem Antrieb. Die Technik aus dem E-Golf wurde in einen Serien-Lavida eingebaut. Eine Serienproduktion als Tantos E-Lavida war vorgesehen; er blieb aber ein Konzeptauto. Die maximale Leistung des Motors betrug 42 kW. Die Höchstgeschwindigkeit wurde auf 125 km/h ermittelt.

## 2. Generation
Die zweite Generation des Lavida hatte ihre Premiere im Sommer 2012. Als ähnliches Produkt gilt der mit dem VW Jetta VI baugleiche VW Sagitar. Der Gran Lavida hingegen ist ein für den chinesischen Markt angepasster Audi A3 Sportback.
Er stand in drei Modellausführungen zur Wahl. Am günstigsten war der Trendline. Dieser bietet serienmäßig Antriebsschlupfregelung, elektronisches Stabilitätsprogramm, Antiblockiersystem, Elektronische Bremskraftverteilung und weitere Assistenzfunktionen. Der Motor hat einen Hubraum von 1598 cm³ und leistet maximal 77 kW. Die Höchstgeschwindigkeit des Wagens liegt bei 180 km/h mit Handschaltgetriebe und 174 km/h mit Getriebeautomatik. Der Verbrauch wird bei den Einheiten mit einem 5-Gang-Schaltgetriebe auf 5 Liter auf 100 km angegeben. Bei der 6-Stufen-Tiptronic beläuft sich der Verbrauch auf 6 l/100 km.
Der Comfortline hat die gleiche Innenausstattung wie der Trendline. Es standen zwei Motoren zur Wahl. Das Standardmodell des Comfortline wird durch den 77 kW starken Motor angetrieben, der auch beim Trendline verwendet wird. Außerdem gibt es einen aufgeladenen Motor (TSI) mit einem Hubraum von 1390 cm³. Er leistet trotz geringerem Hubraum 96 kW. Die Höchstgeschwindigkeit liegt bei 190 km/h. Der Verbrauch wird vom Hersteller mit 5 l pro 100 km angegeben, sowohl mit einem manuell geschalteten Getriebe als auch mit einem 7-Stufen-Doppelkupplungsgetriebe.
Die Variante mit der besten Ausstattung ist der Highline. In dieser Modelllinie konnte der 1,6-Liter-Motor nicht mit dem Handschaltgetriebe kombiniert werden.
Die zweite Generation wurde trotz der Einführung eines Nachfolgemodells weiter produziert.

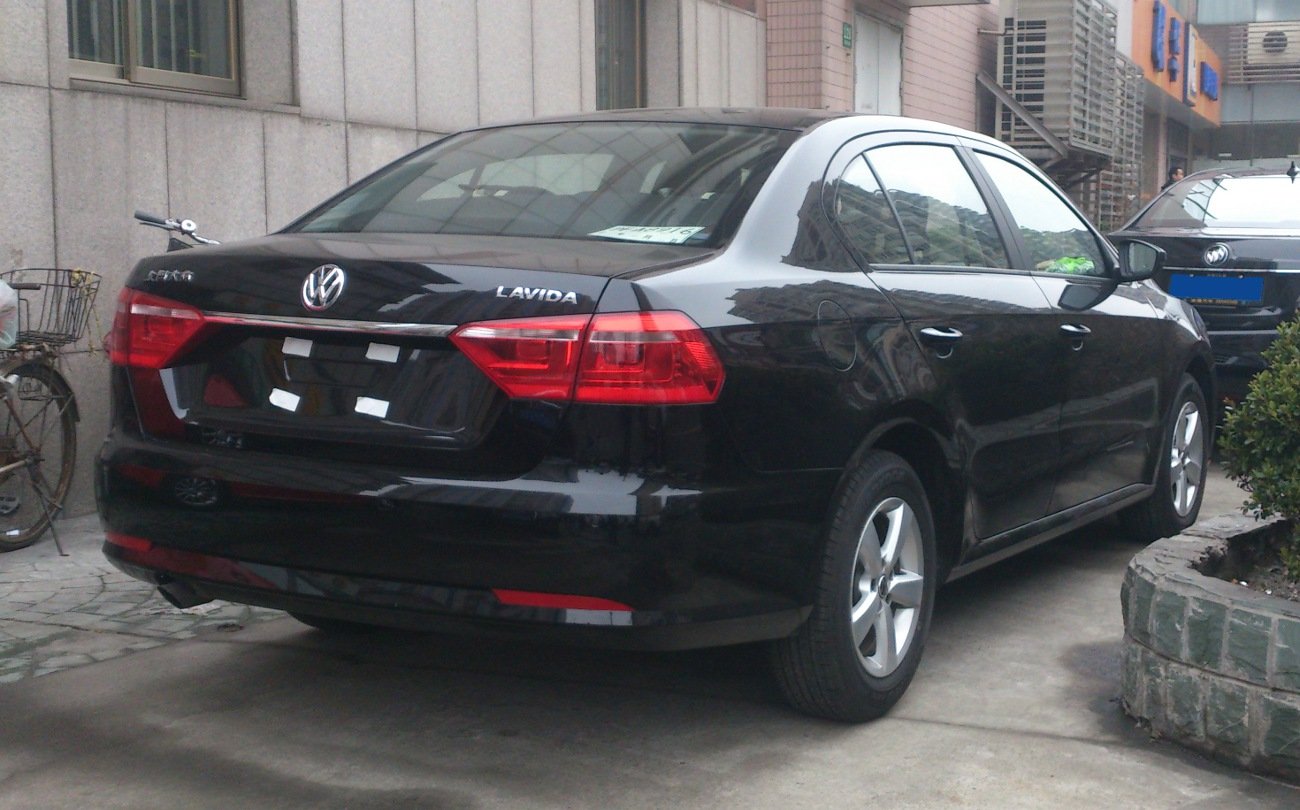
Heckansicht
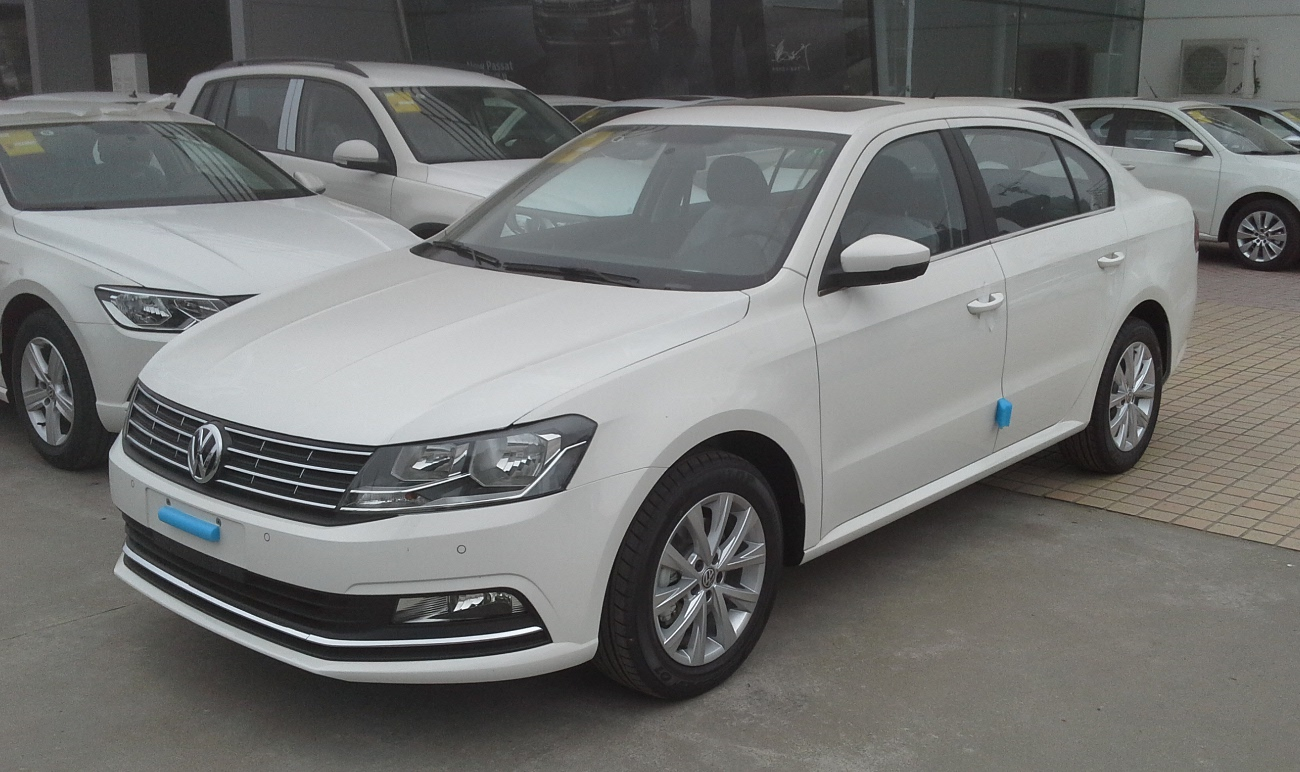
Lavida II Facelift
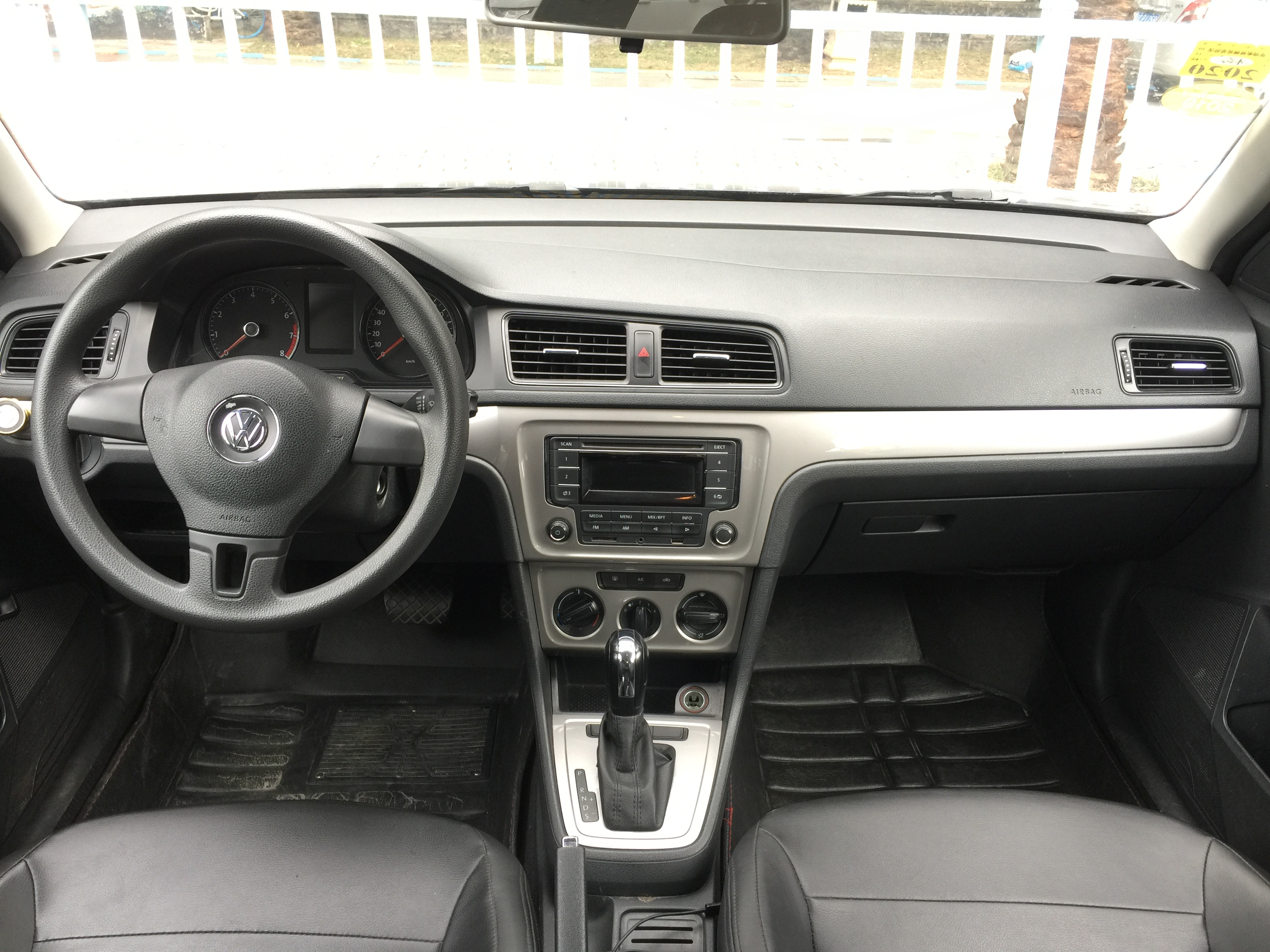
Armaturenbrett

### Technische Daten
|                            | 1.6                   | 1.6                   | 1.2 TSI                          | 1.5                   | 1.4 TSI                            | 1.4 TSI                            | 1.4 TSI                          |
| Bauzeitraum                | 2012–2016             | 2016–2019             | 2016–2019                        | 2019–2023             | 2012–2016                          | 2016–2019                          | 2016–2019                        |
| Motorkenndaten             |                       |                       |                                  |                       |                                    |                                    |                                  |
| Motortyp                   | R4-Ottomotor          | R4-Ottomotor          | R4-Ottomotor                     | R4-Ottomotor          | R4-Ottomotor                       | R4-Ottomotor                       | R4-Ottomotor                     |
| Hubraum                    | 1598 cm³              | 1598 cm³              | 1197 cm³                         | 1498 cm³              | 1390 cm³                           | 1395 cm³                           | 1395 cm³                         |
| max. Leistung bei min−1    | 77 kW (105 PS) / 5250 | 81 kW (110 PS) / 5800 | 81 kW (110 PS) / 5000            | 82 kW (111 PS) / 6100 | 96 kW (131 PS) / 5000              | 96 kW (131 PS) / 5000              | 110 kW (150 PS) / 5000           |
| max. Drehmoment bei min−1  | 155 Nm bei 3750       | 155 Nm bei 3800       | 200 Nm bei 2000–3500             | 145 Nm bei 4000       | 220 Nm bei 1750–3500               | 225 Nm bei 1400–3500               | 250 Nm bei 1400–3500             |
| Kraftübertragung           |                       |                       |                                  |                       |                                    |                                    |                                  |
| Antrieb, serienmäßig       | Vorderradantrieb      | Vorderradantrieb      | Vorderradantrieb                 | Vorderradantrieb      | Vorderradantrieb                   | Vorderradantrieb                   | Vorderradantrieb                 |
| Getriebe, serienmäßig      | 5-Gang-Schaltgetriebe | 5-Gang-Schaltgetriebe | 7-Stufen-Doppelkupplungsgetriebe | 5-Gang-Schaltgetriebe | 5-Gang-Schaltgetriebe              | 5-Gang-Schaltgetriebe              | 7-Stufen-Doppelkupplungsgetriebe |
| Getriebe, optional         | (6-Stufen-Tiptronic)  | (6-Stufen-Tiptronic)  | —                                | (6-Stufen-Tiptronic)  | (7-Stufen-Doppelkupplungsgetriebe) | (7-Stufen-Doppelkupplungsgetriebe) | —                                |
| Messwerte                  |                       |                       |                                  |                       |                                    |                                    |                                  |
| Höchstgeschwindigkeit      | 180 km/h (174 km/h)   | 188 km/h (183 km/h)   | 196 km/h                         | 185 km/h (183 km/h)   | 190 km/h                           | 200 km/h                           | 210 km/h                         |
| Beschleunigung, 0–100 km/h | 11,6 s (12,6 s)       | 11,3 s (12,3 s)       | 10,5 s                           | 12,9 s (13,8 s)       | 9,6 s                              | 9,3 s                              | 8,4 s                            |
| Leergewicht                | 1245 kg (1285 kg)     | 1210 kg (1245 kg)     | 1280 kg                          | 1210 kg (1245 kg)     | 1305 kg (1325 kg)                  | 1270 kg (1290 kg)                  | 1300 kg                          |
| Tankinhalt                 | 55 l                  | 55 l                  | 55 l                             | 53 l                  | 55 l                               | 55 l                               | 55 l                             |

## 3. Generation
Auf der Beijing Auto Show im April 2018 präsentierte Volkswagen eine neue Generation des Lavida auf Basis des Jetta VII. Da das Vorgängermodell vorerst weiter gebaut wird, verkauft der Hersteller die dritte Generation als VW Lavida Plus. Erstmals baut der Lavida auf dem modularen Querbaukasten auf. In den Handel kam das ausschließlich für China bestimmte Fahrzeug im Mai 2018. Eine überarbeitete Version wurde im Februar 2022 vorgestellt und kam im Juni 2022 auf den Markt. Der im Juni 2018 eingeführte VW Bora ist nahezu baugleich zum Lavida Plus.
Ende März 2018 wurde der e-Lavida angekündigt. Er übernimmt den Antrieb aus dem VW e-Golf. Im Oktober 2019 gehörte der e-Lavida zu den 10 erfolgreichsten Modellen in China.

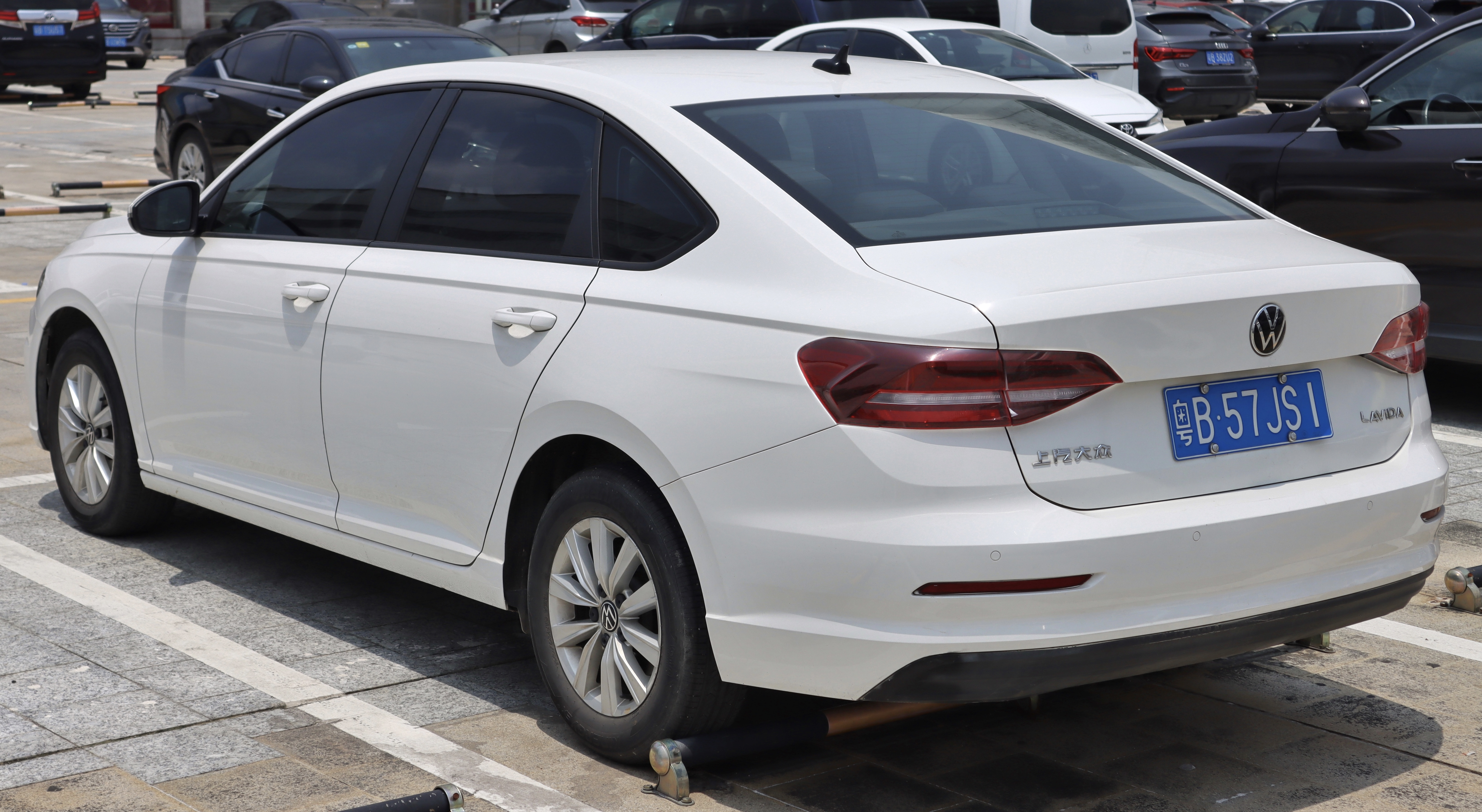
Heckansicht
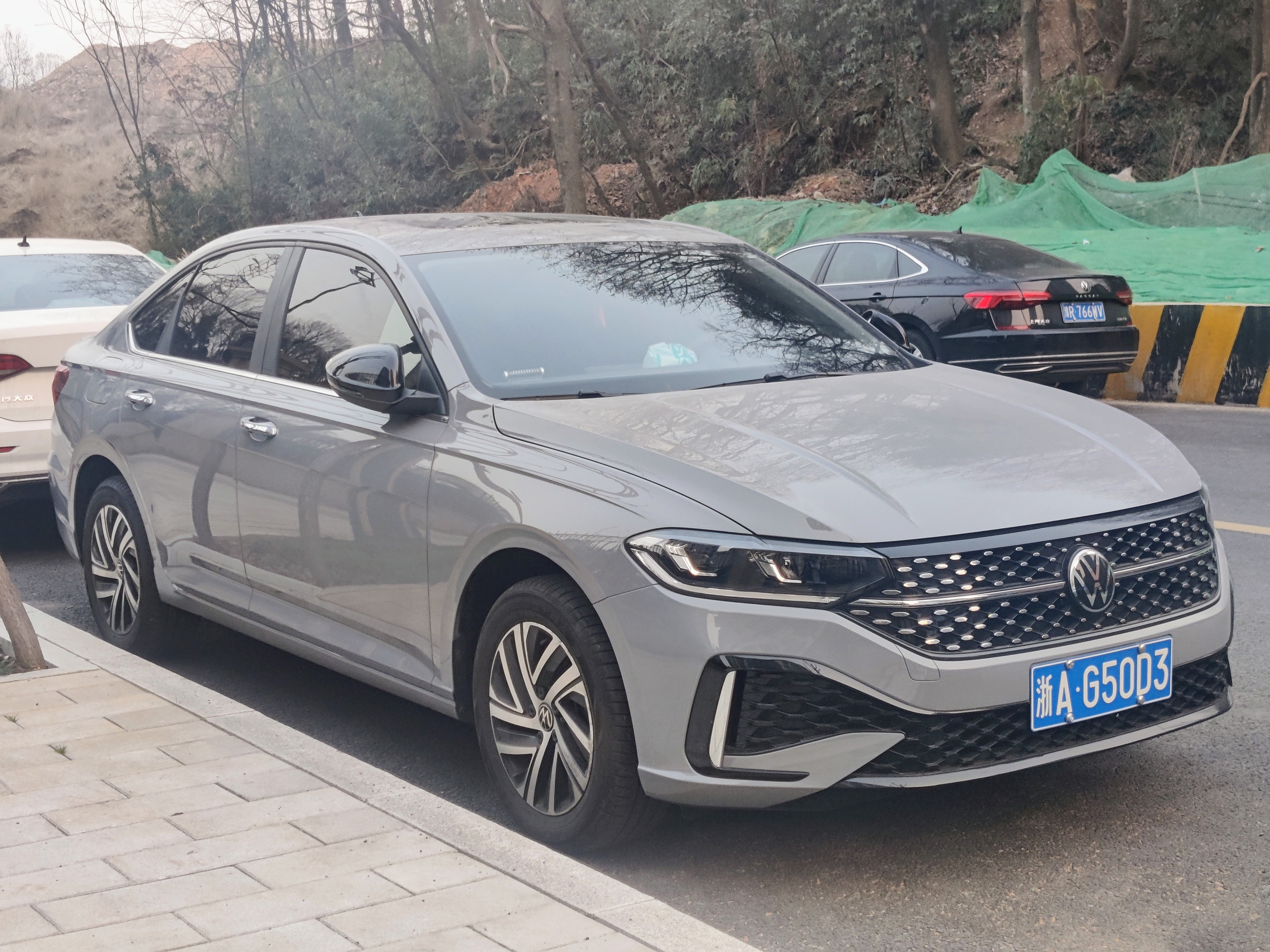
VW Lavida Plus (seit 2022)

### Technische Daten
|                                                      | 1.5                   | 1.5                       | 1.2 TSI                          | 1.5                       | 1.4 TSI                          | 1.4 TSI                          | 1.5 TSI                          | e-Lavida                    |
| Bauzeitraum                                          | seit 04/2023          | 04/2019–04/2023           | 06/2022–09/2023                  | 05/2018–09/2020           | 05/2018–09/2020                  | 04/2019–04/2023                  | seit 04/2023                     | 08/2019–11/2021             |
| Motorkenndaten                                       |                       |                           |                                  |                           |                                  |                                  |                                  |                             |
| Motortyp                                             | R4-Ottomotor          | R4-Ottomotor              | R4-Ottomotor                     | R4-Ottomotor              | R4-Ottomotor                     | R4-Ottomotor                     | R4-Ottomotor                     | Elektromotor                |
| Hubraum                                              | 1498 cm³              | 1498 cm³                  | 1197 cm³                         | 1498 cm³                  | 1395 cm³                         | 1395 cm³                         | 1498 cm³                         | —                           |
| max. Leistung bei min−1                              | 81 kW (110 PS) / 6200 | 83 kW (113 PS) / 6000     | 85 kW (116 PS) / 5000            | 85 kW (116 PS) / 6000     | 110 kW (150 PS) / 5000           | 110 kW (150 PS) / 5000           | 118 kW (160 PS) / 5500           | 100 kW (136 PS)             |
| max. Drehmoment bei min−1                            | 141 Nm bei 4100       | 145 Nm bei 3900           | 200 Nm bei 2000–3500             | 150 Nm bei 4000           | 250 Nm bei 1750–3000             | 250 Nm bei 1750–3000             | 250 Nm bei 1750–4000             | 290 Nm                      |
| Kraftübertragung                                     |                       |                           |                                  |                           |                                  |                                  |                                  |                             |
| Antrieb, serienmäßig                                 | Vorderradantrieb      | Vorderradantrieb          | Vorderradantrieb                 | Vorderradantrieb          | Vorderradantrieb                 | Vorderradantrieb                 | Vorderradantrieb                 | Vorderradantrieb            |
| Getriebe, serienmäßig                                | 6-Stufen-Tiptronic    | 5-Gang-Schaltgetriebe     | 7-Stufen-Doppelkupplungsgetriebe | 5-Gang-Schaltgetriebe     | 7-Stufen-Doppelkupplungsgetriebe | 7-Stufen-Doppelkupplungsgetriebe | 7-Stufen-Doppelkupplungsgetriebe | 1-Stufen-Reduktionsgetriebe |
| Getriebe, optional                                   | —                     | (6-Stufen-Tiptronic)      | —                                | (6-Stufen-Tiptronic)      | —                                | —                                | —                                | —                           |
| Messwerte                                            |                       |                           |                                  |                           |                                  |                                  |                                  |                             |
| Höchstgeschwindigkeit                                | 188 km/h              | 190 km/h                  | 198 km/h                         | 190 km/h                  | 200–210 km/h                     | 200–210 km/h                     | 200 km/h                         | 150 km/h                    |
| Beschleunigung, 0–100 km/h                           | k. A.                 | 12,1 s (14,0 s)           | k. A.                            | 11,7 s (12,6 s)           | 8,3 s                            | 8,3 s                            | k. A.                            | k. A.                       |
| Kraftstoff-/Energieverbrauch auf 100 km (kombiniert) | 5,9 l Super           | 5,6 l Super (5,5 l Super) | 5,6 l Super                      | 5,6 l Super (5,5 l Super) | 5,4 l Super                      | 5,4 l Super                      | 5,4 l Super                      | 13,2 kWh                    |
| Tankinhalt                                           | 51 l                  | 51 l                      | 51 l                             | 51 l                      | 51 l                             | 51 l                             | 51 l                             | —                           |
| Batteriekapazität                                    | —                     | —                         | —                                | —                         | —                                | —                                | —                                | 38,1 kWh                    |
| elektrische Reichweite                               | —                     | —                         | —                                | —                         | —                                | —                                | —                                | 278 km                      |
| Abgasnorm                                            | China VI              | China VI                  | China VI                         | China V                   | China V                          | China VI                         | China VI                         | —                           |